# پورنوای-لا-گراس
پورنوای-لا-گراس (به فرانسوی: Pournoy-la-Grasse) یک کمون در فرانسه است که در Canton of Verny واقع شده‌است.

## خصوصیات
پورنوای-لا-گراس ۷٫۱۹ کیلومترمربع مساحت و ۴۱۴ نفر جمعیت دارد و ۲۲۵ متر بالاتر از سطح دریا واقع شده‌است.